# Alpine Skiweltmeisterschaften 2031
Die 51. Alpinen Skiweltmeisterschaften sollen 2031 in Gröden stattfinden.

## Vergabe
Die Vergabe erfolgte am 4. Juni 2024 im Rahmen des FIS-Kongresses in Reykjavík. Gröden setzt sich hierbei gegen Soldeu durch. Erstmals in der Geschichte der FIS kam es dabei zu einer Doppelvergabe, nachdem Narvik die Weltmeisterschaften 2029 zugeschlagen worden waren. Gröden erhielt 14 Stimmen, Soldeu 6.
Gröden hatte bereits 1970 die Weltmeisterschaften ausgerichtet.